# الروضة (رداع)

تعديل مصدري - تعديل

حارة الروضة هي إحدى حارات مدينة رداع أحد مدن محافظة البيضاء، بلغ تعداد سكانها 1010 نسمة حسب تعداد اليمن لعام 2004.